# コマルカ・ダ・フォンサグラーダ
コマルカ・ダ・フォンサグラーダ（Comarca da Fonsagrada）はガリシア州ルーゴ県のコマルカで、同県の東部に位置する。
バレイラ、ア・フォンサグラーダ、ネゲイラ・デ・ムニスの3自治体によって構成される。
隣接するコマルカは、北がコマルカ・ダ・マリーニャ・オクシデンタル、西がコマルカ・デ・メイラとコマルカ・デ・ルーゴ、南がコマルカ・ドス・アンカーレスで、東はアストゥリアス州と接している。コマルカの中心地区は自治体ア・フォンサグラーダのア・フォンサグラーダ教区のア・フォンサグラーダ地区。
面積は679.5km²で、人口は6,152人（2010年）。

## 地理
| コマルカ・ダ・フォンサグラーダの構成自治体（2010年）   |            |             |                    |
| 自治体                                                 | 人口（人） | 面積（km²） | 人口密度（人/km²） |
| バレイラ                                               | 1,533      | 168.8       | 9.1                |
| ア・フォンサグラーダ                                   | 4,412      | 438.4       | 10.1               |
| ネゲイラ・デ・ムニス                                   | 207        | 72.3        | 2.9                |
| 計                                                     | 6,152      | 679.5       | 9.1                |
| 出典: INE（スペイン国立統計局）、IGE（ガリシア統計局） |            |             |                    |